# Лосев, Вениамин Петрович
Вениамин Петрович Лосев — советский военачальник.

## Биография
Точные дата и место рождения и смерти — неизвестны.
Служил в РККА, участник Гражданской войны в России.
Был командиром батальона и помощником командира 94-го стрелкового полка.

## Награды
- три ордена Красного Знамени (орден № 4950 от 13.07.1920[1], 5.02.1921[1], 1921[источник не указан 1064 дня])